# Alan, Lord of Galloway

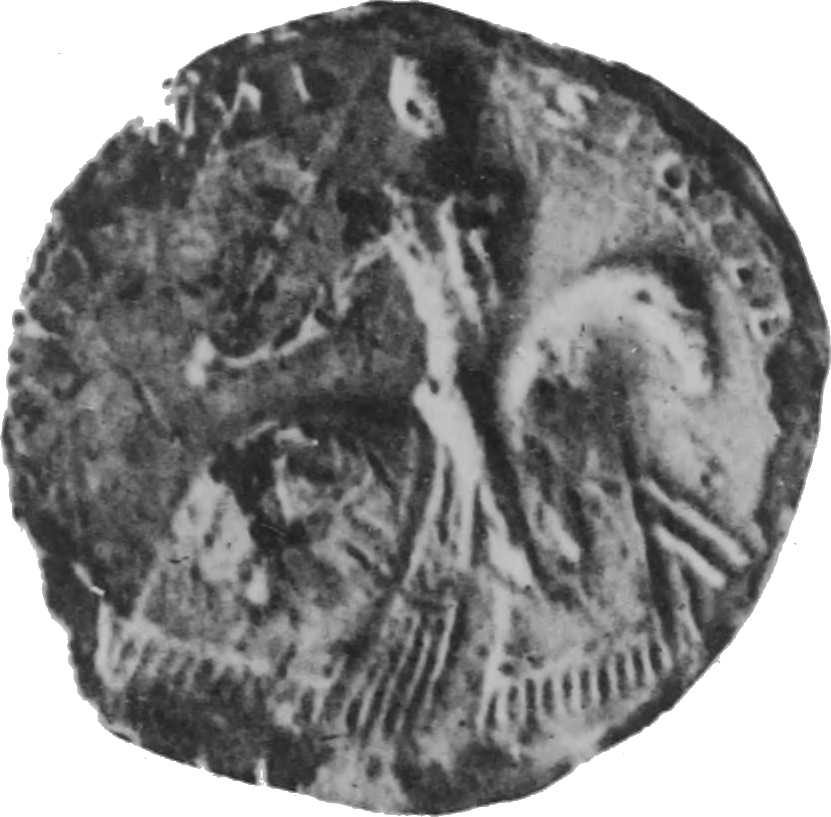
Siegel von Alan, Lord of Galloway

Alan, Lord of Galloway (auch Alan fitz Roland) (* vor 1199; † um 2. Februar 1234) war ein schottischer Magnat.

## Herkunft und Erbe
Alan war der älteste Sohn von Roland, Lord of Galloway und von dessen Frau Helen de Morville († 1217). Er hatte zwei Brüder, darunter Thomas, Earl of Atholl, sowie zwei Schwestern, von denen Ada Walter Bisset aus Aboyne und Dervorguilla Nicholas de Stuteville († 1233) aus Liddel in Cumbria heiratete. Sein Vater starb bereits 1200. Der junge Alan konnte aber unangefochten sein Erbe antreten, das aus der südwestschottischen Herrschaft Galloway bestand. Dazu übernahm er von seinem Vater das Hofamt des Constable of Scotland. Über seine Mutter war Alan Erbe von deren Bruder William de Morville und erbte  Lauderdale und Cunninghame. Allerdings musste er auf die Güter der Morvilles im nordenglischen Westmorland verzichten, die der englische König Johann Ohneland widerrechtlich Robert de Vieuxpont zusprach.

## Tätigkeit als englisch-schottischer Magnat

### Unterstützung des englischen Königs Johann Ohneland
Als Magnat mit Besitzungen in England und in Schottland sowie als Verwandter des englischen Königs Johann Ohneland war Alan ein einflussreicher Adliger. Er war zwar gegenüber dem schottischen König, seinem Oberherrn, loyal, verfolgte aber auch eigene Ziele. Als Lord of Galloway hatte er beträchtliche militärische Mittel zur Verfügung. König Johann versuchte 1210 erfolglos, von Alan die Unterstützung seiner Flotte von Langbooten für seinen Feldzug gegen die Familie Lacy in Ulster zu bekommen. Den Feldzug des Königs nach Wales 1211 wollte Alan dagegen mit 1000 Kriegern unterstützen, doch der Feldzug wurde schließlich abgesagt. 1212 führten Alan und sein Bruder Thomas eine Flotte aus 76 Langbooten aus Galloway nach Irland, wo sie Derry und Besitzungen von Aed Meith ua Neill plünderten. König Johann belohnte ihn 1212 mit der Belehnung der irischen Herrschaft Antrim, wobei diese noch tatsächlich unter der Herrschaft der ua Neills und anderer irischer Kleinkönige stand. Der englische König wollte damit auch Alans Unterstützung im Kampf gegen die einheimischen irischen Häuptlinge zu gewinnen.

### Unterstützung des schottischen Königs im Krieg gegen England
Als nahezu autonomer Lord konnte Alan eine unabhängige Politik betreiben, solange er nicht gegen die Interessen der schottischen Könige verstieß.  Er war den schottischen Königen gegenüber nur zur losen Anerkennung von deren Oberherrschaft und nicht als feudaler Vasall verpflichtet. Dennoch führte er als Constable 1211 mit das königliche Heer, das die Rebellion von Guthred Macwilliam in Nordschottland niederschlug. Aufgrund seiner Stellung hatte Alan aber erheblichen Einfluss auf die schottischen Könige, so beschwor er am 2. Februar 1212 als einziger schottischer Magnat die Einhaltung des Vertrags von Durham, den der schottische König Wilhelm mit Johann Ohneland schloss. Als Johann Ohneland im Juni 1215 in Runnymede von einer englischen Adelsopposition zur Akzeptanz der Magna Carta gezwungen wurde, gehörte Alan zu seinem Gefolge und hatte erheblichen Anteil an den Verhandlungen mit den Baronen. Der englische König versuchte, Alan fest an sich zu binden und gewährte ihm zahlreiche Gunstbeweise. Als aber der schottische König Alexander II. die englische Adelsopposition im Krieg der Barone gegen Johann Ohneland unterstützte, stellte sich auch Alan auf die Seite des schottischen Königs, der auf der Seite der Rebellen in den Krieg eintrat. Unter seiner Führung besetzten die Schotten 1215 Cumberland und Westmorland. Der schottische König verlieh ihm die englische Baronie Appleby sowie die Verwaltung von Carlisle Castle. Nach dem 1217 geschlossenen Frieden musste Alan diese Besitzungen wieder herausgeben, so dass er zu den größten Verlierern des Kriegs auf schottischer Seite gehörte. Nach dem Friedensschluss verzögerte er mehrmals seine Huldigung gegenüber dem neuen englischen König Heinrich III. Offenbar erst April 1220, nach dem Tod seines Schwiegervater David, Earl of Huntingdon huldigte er für seine verbliebenen englischen Besitzungen dem englischen König, um so das Erbe seiner Frau und einen Anteil an der Verwaltung der Besitzungen seines minderjährigen Schwagers John, Earl of Huntingdon zu erhalten. Dazu erkannte die englische Regierung auch Alans Ansprüche auf Besitzungen in Nordirland an.

### Rückschläge in Irland
Trotz aller Bemühungen erlitten Alan und sein Bruder Thomas in Irland im Kampf gegen den anglonormannischen Baron Hugh de Lacy und dessen Verbündeten Aed Meith ua Neill Niederlagen. Bis Ende 1223 hatten de Lacy und die ua Neills fast ganz Ulster erobert. Die englische Regierung versuchte in Verhandlungen halbherzig, die Ansprüche von Alan zu verteidigen, doch offenbar hatte er den Großteil seiner Eroberungen in Irland wieder verloren. Dennoch konnte er offenbar kleine Besitzungen in Irland halten. 1229 kam es wohl zu einer Verständigung mit de Lacy, als Alan in dritter Ehe de Lacys Tochter Rose heiratete.

## Kampf um Man

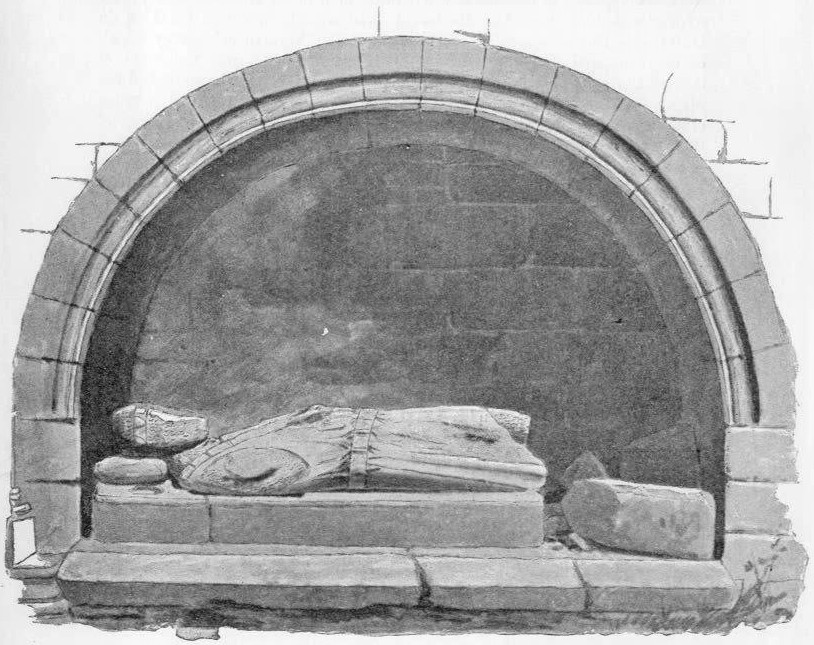
Grabdenkmal von Alan, Lord of Galloway in Dundrenny Abbey. Zeichnung aus dem 19. Jahrhundert

Ab 1225 mischte sich Alan in die Fehde zwischen König Ragnvald von Man und dessen Halbbruder Olaf ein, um die Unterstützung von Ragnvald im Kampf gegen die Lacys in Irland zu erhalten. Die schottische Krone billigte seine Politik stillschweigend, weil sie auch den schottischen Interessen diente. Die Aussicht, einen Schottland freundlich gesinnten Herrscher von Man zu erhalten, bewog König Alexander II. 1226, die Heirat von Alans unehelichen Sohn Thomas mit einer Tochter von Ragnvald anzustreben. Als diese Absicht aber auf Man bekannt wurde, kam es zu einer Revolte gegen Ragnvald. Trotz der Unterstützung durch Schiffe und Krieger aus Galloway verlor Ragnvald den Machtkampf gegen Olaf und fiel 1229 im Kampf gegen die Truppen seines Halbbruders. Als Alan in der Folge versuchte, Man für seinen Sohn Thomas zu erobern, kam es zu Unruhen und Kämpfen auf den Hebriden und in den westlichen Highlands. Ab 1230 unterstützte der norwegische König Håkon IV. Olaf und schickte eine Flotte nach Westschottland. Angesichts der überlegenen Flotte von Galloway zog sich die norwegischen Flotte nach Man zurück. Mit norwegischer Hilfe konnte nun Olaf seine Herrschaft auf Man festigen. Sowohl die Norweger wie auch Alan und der schottische König verhielten sich im nächsten Frühjahr zurückhaltend, worauf die Norweger abzogen. Alan, dessen Intervention auf Galloway aber einer der Hauptgründe für den Konflikt mit dem norwegischen König gewesen war, fiel beim schottischen König in Ungnade.

## Ehen, Nachkommen und Erbe
Alan war dreimal verheiratet. In erster Ehe wurde er mit einer Tochter von Roger de Lacy, Constable of Chester verheiratet, deren Namen nicht bekannt ist. Mit ihr hatte er zwei Töchter, von denen eine überlebte:
- Helen ⚭ Roger de Quincy, 2. Earl of Winchester

Nach 1209 heiratete er Margaret († vor 1228), die älteste Tochter von David, Earl of Huntingdon. Mit ihr hatte er einen Sohn, Thomas, der vor ihm starb, sowie zwei Töchter:
- Christina (auch Christiana) ⚭ William de Forz
- Dervorguilla ⚭ John de Balliol.[19]

Nach dem Tod seiner zweiten Frau heiratete Alan um 1229 Rose de Lacy, eine Tochter des irischen Magnaten Hugh de Lacy, 1. Earl of Ulster. Diese Ehe blieb kinderlos. Daneben hatte er einen unehelichen Sohn:
- Thomas († nach 1296)

Wie sein Vater hatte Alan zahlreiche Klöster gefördert, er selbst stiftete 1218 das Prämonstratenserkloster Tongland Abbey. Nach seinem Tod 1234 wurde er in Dundrennan Abbey beigesetzt, wo sein beschädigtes Grabdenkmal erhalten ist. Da er aus seinen Ehen keine überlebenden Söhne hatte, hatte die Frage nach seiner Nachfolge bereits seine letzten Jahre belastet. Sein nächster männlicher Erbe war sein Neffe Patrick, 5. Earl of Atholl. Nach dem traditionellen keltischen Recht kam auch sein unehelicher Sohn Thomas als Erbe in Frage, doch nach dem Feudalrecht waren seine drei Töchter die rechtmäßigen Erbinnen. Alle drei waren mit bedeutenden englisch-schottischen Adligen verheiratet worden. Der schottische König bevorzugte eine Aufteilung des Erbes unter den Töchtern. Zum einen befürchtete er, dass Thomas als Lord of Galloway den Konflikt um Man fortsetzen würde, zum anderen hoffte er, bei einer Aufteilung von Galloway nicht mehr nur eine lockere Oberherrschaft, sondern eine Belehnung nach dem Feudalrecht durchsetzen zu können. Tatsächlich wurde Galloway nach Alans Tod unter seinen Töchtern aufgeteilt. 1235 wurde eine Rebellion zugunsten von Thomas gewaltsam niedergeschlagen. Thomas wurde von seinen Halbschwestern in Barnard Castle, der Burg von Dervorguillas Mann John de Balliol inhaftiert. Erst nach über sechzigjähriger Gefangenschaft kam er als alter Mann 1296 frei.